# Synema palliatum
Synema palliatum är en spindelart som beskrevs av Octavius Pickard-Cambridge 1891.
Synema palliatum ingår i släktet Synema och familjen krabbspindlar. Artens utbredningsområde är Panama. Inga underarter finns listade i Catalogue of Life.